# Domony
Domony is een plaats (község) en gemeente in het Hongaarse comitaat Pest. Domony telt 2005 inwoners (2001).